# Formaggio di Fossa

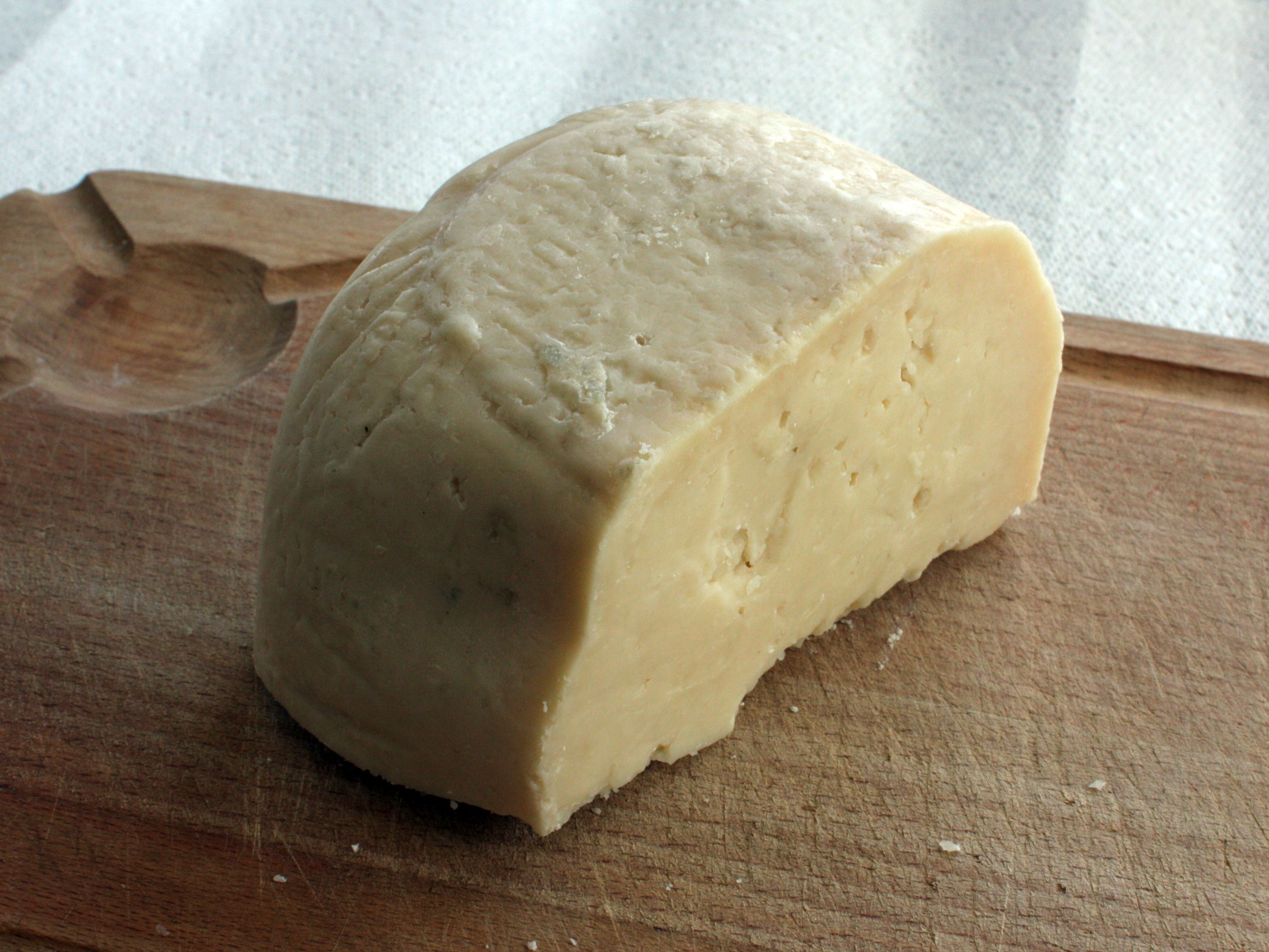
Formaggio di Fossa

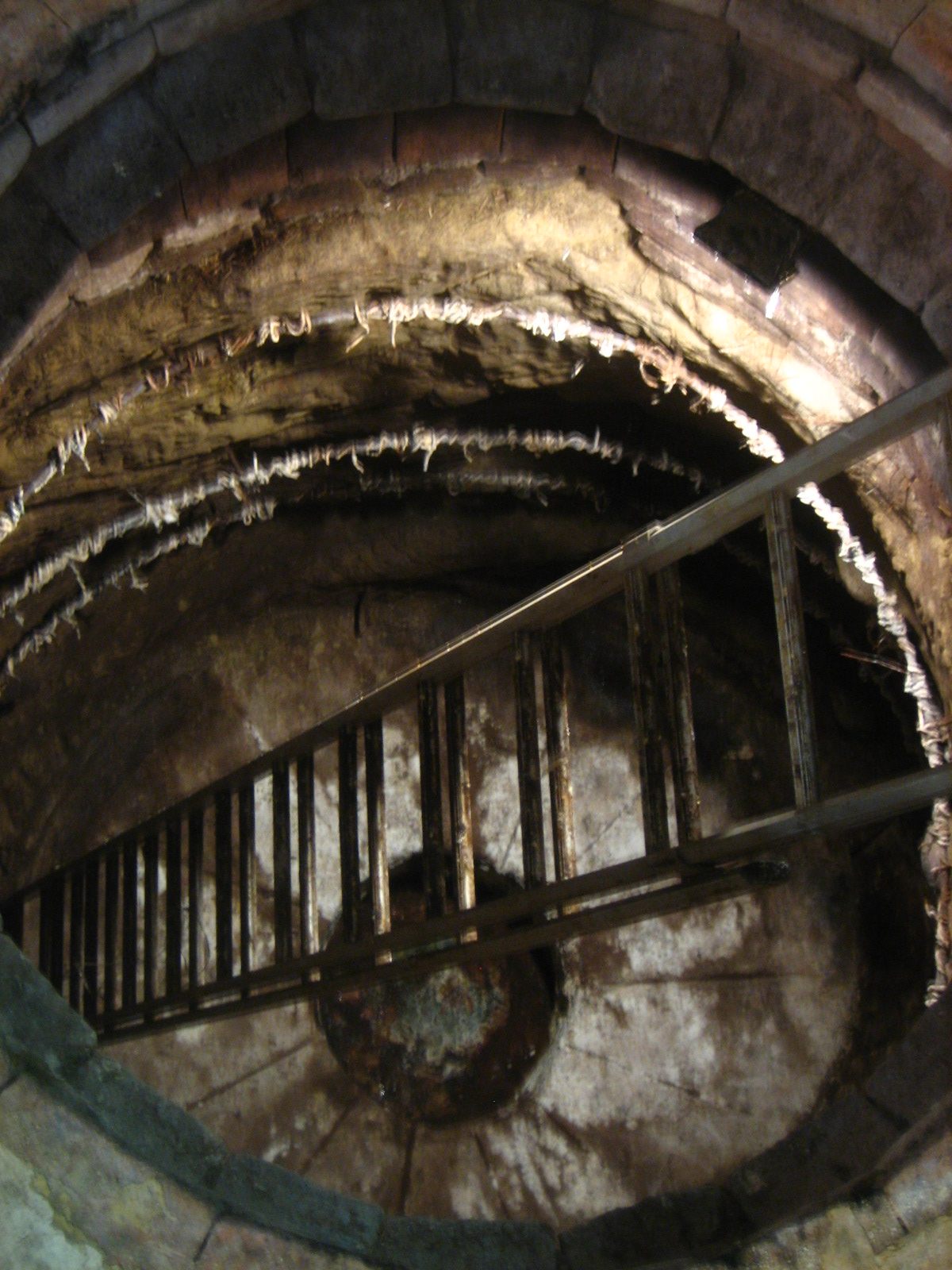
Grube zur Lagerung des Käses

Formaggio di Fossa ist ein italienischer halbharter Schnittkäse aus Schafs- oder Kuhmilch. Er stammt aus der Region Emilia-Romagna und den Marken, besonders aus den Orten Talamello, Sogliano al Rubicone. Der Name des Käses leitet sich vom Begriff fossa für Grube ab. Ursprünglich wurde er in Tuffsteinhöhlen gelagert, um ihn vor Diebstahl durch die Armee des französischen Königs Karl VIII. zu schützen. Er ist seit dem 14. Jahrhundert bekannt und seit 2009 unter dem Namen Formaggio di Fossa di Sogliano DOP  gesetzlich geschützt.
Die rohe oder pasteurisierte Milch wird bei 30–38 °C mit natürlichem Lab dickgelegt und nach dem Schneiden der Dickete per Hand in zylindrische Formen mit einem Durchmesser von 12–20 cm und einer Höhe von 6–10 cm gepresst.  Die Reifung erfolgt in mehreren Schritten: Nachdem die Laibe für zwei bis drei Monate an der Luft gereift sind, werden sie im August in Baumwollsäcke gefüllt und auf Stroh in Höhlen gelagert, wo sie ihr charakteristisches und ungewöhnliches Geschmacksprofil entwickeln. Vor dem Einlagern der Käselaibe wird die etwa 3 Meter tiefe und breite Grube mit Feuer desinfiziert, der Boden mit Holz und die Wände mit einer Schicht aus Stroh verkleidet. Die Grube wird mit einem Brett verschlossen und Steine, Sandsteinpulver und Sand darauf geschichtet, um sie hermetisch zu versiegeln. In der Grube besteht ein Klima von 20 °C bei einer Luftfeuchtigkeit von 80 bis 90 Prozent. Traditionsgemäß werden die Höhlen am 25. November geöffnet, dem Gedenktag der Katharina von Alexandrien.
Sein Fettgehalt liegt bei mindestens 40,5 bis etwa 45 %  Fett i. Tr. Die rindenlosen Laibe sind unregelmäßig geformt, etwa 500 g bis 1,9 kg schwer und haben eine feuchte Oberfläche, die mit Butterfett oder Schimmel bedeckt sein kann. Das Innere ist elfenbein- oder strohfarben und hat eine feste, mürbe Struktur. Der Duft wird als intensiv, an Humus, Unterholz oder Trüffel erinnernd beschrieben. Der Geschmack ist sehr intensiv und je nach verwendeter Milch bitter bis pikant, das Aroma süßlich und buttrig.
Von 1999 bis 2009 stieg die produzierte Menge von 120 auf 200 Tonnen jährlich an.